# Syzeuctus villosus
Syzeuctus villosus là một loài tò vò trong họ Ichneumonidae.